# Niesthrea sidae
Niesthrea sidae är en insektsart som först beskrevs av Fabricius 1794.  Niesthrea sidae ingår i släktet Niesthrea och familjen smalkantskinnbaggar. Inga underarter finns listade i Catalogue of Life.